# Euplexidia illiterata
Euplexidia illiterata är en fjärilsart som beskrevs av Yoshimoto 1987. Euplexidia illiterata ingår i släktet Euplexidia och familjen nattflyn. Inga underarter finns listade i Catalogue of Life.